# Lejops katonae
Lejops katonae är en tvåvingeart som först beskrevs av Mario Bezzi 1921.  Lejops katonae ingår i släktet sävblomflugor, och familjen blomflugor. Inga underarter finns listade i Catalogue of Life.